# Cerro Viejo (Chiriquí)
Cerro Viejo es un corregimiento del distrito de Tolé en la provincia de Chiriquí, República de Panamá. La localidad tiene 1.768 habitantes (2010).